# Nolle Versyp
Arnold (Nolle) Versyp (Gent, 31 mei 1936 – Leuven, 5 oktober 2006) was een Vlaamse acteur en vertaler. Hij was actief in diverse theaters, onder meer het NTG. Hij werd echter vooral bekend door zijn rol als Dokter André (Dré) Van Goethem in de Vlaamse soap Thuis die hij van 1997 tot 2005 vertolkte.
Na een grafische opleiding aan het HIGRO (het huidige VISO) te Mariakerke en moderne talen begon Versyp zijn carrière bij De Standaard en later bij Snoeck-Ducaju, waar hij werkte als corrector, illustrator.
In 1959 was hij samen met zijn jongere broer Oswald een van de stichters van het Gentse Theater Vertikaal waar hij zowat alle hoofdrollen voor zijn rekening nam. Van 1975 tot 1996 was hij verbonden aan het NTG. Daarnaast deed hij gastoptredens in de KNS, het Raamtheater, de KVS, het Koninklijk Ballet van Vlaanderen en voor de toenmalige BRT en NOS. Zo presenteerde hij ook schooluitzendingen op radio en televisie.
Als acteur behaalde Versyp in 1989 de De Gruyterprijs voor zijn vertolking van "De Vrek" van Molière. Verder was hij actief als vertaler van toneelstukken en boeken, maar werkte als tekenaar ook aan reeksen tekeningen over zijn geboortestad Gent en Oost-Vlaanderen, waar hij zijn hele leven woonde.
Nolle Versyp speelde bij de VRT (Sinds 1996 was hij ook verbonden aan de VRT) in meerdere televisieseries als Xenon, Alfa Papa Tango, Langs de kade en Flikken, maar vooral als dokter Dré in de Eén-soap ’Thuis’. Daarin was hij ook voor het eerst samen te zien met zijn jongere broer Oswald. In 2005 stapte hij wegens gezondheidsredenen uit de serie.
Versyp speelde mee in twee musicals van het  Koninklijk Ballet van Vlaanderen. In 1991 speelde hij de hoofdrol, Tevje, in de musical Fiddler on the Roof In 1996 speelde hij de rol van inspecteur Katzmann in de musical Sacco & Vanzetti. Versyp sprak ook de stem in van de Sultan in de Aladdin films: Aladdin, De Wraak van Jafar en Aladdin en de Dievenkoning. 
Hij was jarenlang actief lid van de Marnixring. In zijn latere levensloop kwam hij ook meer en meer uit voor zijn Vlaamsgezinde ingesteldheid. Hij was lid van de politieke partij N-VA en sprak op hun partijcongres in 2004 zijn steun uit aan de partij. Zijn zus Wis Versyp daarentegen is gemeenteraadslid voor het Vlaams Belang in Gent.
Nolle Versyp leed al jaren aan reumatoïde artritis, een ernstige vorm van reuma waardoor ook zijn longen werden aangetast. Na een longtransplantatie in de lente van 2006 overleed hij uiteindelijk op 70-jarige leeftijd in de herfst van datzelfde jaar.